# 覃壽堃
覃壽堃（1878年—?），湖北省蒲圻縣人，清朝政治人物、同進士出身。
光緒三十年，會試第27名；殿試登進士三甲第57名，分發廣東任新寧縣知縣，改欽州知州等。中華民國成立后，擔任北京副總統府顧問、湖北省議會議長。1917年，擔任河南省教育廳廳長，次年4月辭職。1921年擔任山東省教育廳廳長，次年4月21日離職。
1919年11月24日，任教育部厅长的覃寿堃曾与教育部参事汤中、蒋维乔、邓萃英等15人组成“国歌研究会”。
解放后任湖北人委参事室参事。